# Kjetil Lie
Pour les articles homonymes, voir Lie.
Kjetil Aleksander Lie est un joueur d'échecs norvégien né le 18 novembre 1980.
Au 1er mars 2021, il est le septième joueur norvégien avec un classement Elo de 2 520 points.

## Biographie et carrière
Kjetil Lie remporta le championnat open de Norvège en 2000. Il obtint le titre de grand maître international en 2004.
Il fut un des secondants de Magnus Carlsen pour le match des candidats de 2007 contre Levon Aronian à Elista.
Il remporta le championnat de Norvège d'échecs en 2009 et 2010.
Il a représenté la Norvège lors de six olympiades, marquant 35,5 points en  62 parties.